# كولن هيو
كولن هيو هو مهندس معماري كندي، ولد في 1931 في أستراليا، وتوفي في 2000 في تورونتو في كندا.